# Camille Georges Jousse
Pour les articles homonymes, voir Jousse.
Camille Georges Jousse, né le 12 avril 1887 à Morigny-Champigny, près d'Étampes, dans le sud de la région parisienne, et décédé le 22 avril 1945 à Buchenwald, était un mécanicien d'aéronefs et résistant français. Il participa à la grande aventure de l'Aéropostale.

## Biographie
Camille Georges Jousse commence sa carrière de mécanicien dans la Marine nationale où il s'engage à 18 ans. 1er dépôt des équipages de la flotte à Cherbourg (Manche) (1er DEF) Il y reste cinq années, avant de travailler dans l’aviation civile à partir de 1911. Il entre à la Société des avions Henry et Maurice Farman comme mécanicien monteur d’avions des deux constructeurs français.

### Première Guerre mondiale
Campagne de guerre de 1914 à 1919 dans l’Aéronautique militaire en qualité de mitrailleur-bombardier comme adjudant mécanicien aux escadrilles F25, V25, F221, CIII. Ensuite passe dans l’aviation maritime dans une escadrille d’hydravions à Salonique. A participé aux opérations de guerre suivantes :
- 106 bombardements de nuit et de jour, dont plusieurs à longue portée.
- 60 reconnaissances de nuit et de jour, dont plusieurs spéciales pour le G.A.C. de longues durées.
- 5 combats aériens, dont un de nuit.

Il est blessé à deux reprises : 
- le 4 août 1916, au cours d'un bombardement de nuit des usines de Rumbach (Rhénanie-Palatinat) ;
- le 1er août 1917, au retour d’une reconnaissance sur Fismes (Marne).

Ses exploits lui vaudront de nombreuses récompenses et décorations, dont la Croix de guerre, la médaille militaire, et plusieurs citations.

### Entre-deux-guerres
Après l'Armistice de 1918, Camille Georges Jousse reprend son métier de mécanicien navigant sur avions Farman, participant à l'aventure des toutes premières lignes aériennes. Il obtient son brevet de transport public n° M.001 en 1921.
Il est mécanicien de bord sur les premières lignes aériennes au monde Paris-Londres-Bruxelles-Amsterdam sur avions Farman Goliath de 1919 à 1926.
En 1919, il effectue le raid Paris-Dakar sur avion Farman Goliath avec les pilotes Lucien Bossoutrot et Lucien Coupet, a réparé en vol une fuite d’eau sur le moteur droit entre Mogador et Cap Juby en s’engageant sur l’aile de l’avion.
De 1919 à 1921, il est détaché par la maison Farman comme chef mécanicien navigant pour l’établissement de lignes aériennes à l'île de Cuba, avec le pilote directeur Lucien Coupet (son beau frère).
En 1922, il arrive à Toulouse où il est embauché par les usines Latécoère, qui construisent les avions utilisés par les pionniers de l'Aéropostale. 
En 1923, il concourt au Grand prix des avions de transport.
En 1923-1925, il participe aux essais en vol et à la mise au point des avions prototypes Farman et présentation en Espagne.
En 1925-1926, il effectue le voyage Paris-Téhéran avec le capitaine pilote Maurice Challe sur avion Breguet avec moteur Farman.
En 1926-1928, il concourt à la préparation des raids et records à la société Hispano-Suiza. 
- Paris-Omsk : pilotes François Dordilly et Lucien Girier.
- Paris-Assouan : pilotes Dieudonné Costes et René de Vitrolles.
- Paris-Djask : pilotes Costes et Jean Rignot.
- Paris-Tobolsk : pilotes Costes et Rignot.

En 1929, il participe au raid Paris-Saïgon, en qualité de mécanicien navigant, avec les pilotes Antoine Paillard et Joseph Le Brix, mais il est grièvement blessé lors de l'atterrissage forcé dans le golfe de Martaban en Birmanie.
En 1931-1933, il participe au montage, à l'aménagement et la mise au point de l’avion trimoteur "Arc en ciel" conçu par René Couzinet. Le 12 janvier 1933, toujours comme mécanicien navigant, il décolle de Paris, avec Jean Mermoz aux commandes. Le voyage relie Paris à Istres, Port-Étienne, Saint-Louis (Sénégal). Le 16 janvier 1933, l'avion traverse l'Atlantique Sud en 14 heures et 27 minutes, battant ainsi le record de traversée. L'arrivée se fait à Natal, puis l'avion continue sur Rio de Janeiro et Buenos Aires. 
En 1935-1938, il est chef de base à Gao pour la compagnie Air Afrique.
En 1938-1943, il travaille à l'A.R.A.A. de Bordeaux.

### Seconde Guerre mondiale
Quand la Seconde Guerre mondiale éclate, Camille Georges Jousse s'engage dans la résistance, il rejoint le F.F.C réseau Mithridate et participe à l'organisation du passage de pilotes et mécaniciens en Angleterre. Le 21 novembre 1943, il est arrêté par la Gestapo et envoyé en camp de concentration en janvier 1944. Déporté en Allemagne, il est tué par les gardes SS lors de l’évacuation du camp de Buchenwald le 21 avril 1945. Selon le témoignage de son camarade Louis Cavailles, il trouva la mort sur la grande route qui longe la frontière tchèque alors que, complètement épuisé, il ne pouvait plus marcher malgré l’aide de ses camarades de captivité.

## Distinctions
- Chevalier de la Légion d'honneur
- Médaille militaire
- Croix de guerre 1914-1918
- 5 citations dont une à l’ordre de l’escadre et quatre à l’ordre de l’armée, communiqué officiel pour le 100e bombardement,
- Médaille de la ville de Paris
- Grande Plaquette d’argent de la Ligue aéronautique de France pour les bombardements effectués
- Prix Michelin de septembre 1916.
- Lettre de félicitations du Ministère de l'Air pour la réparation des avions militaires sur le front au début de la guerre 1939-1945.
- Citation à l'ordre du corps d’armée le 27 février 1948.
- Deux attestations françaises et un certificat anglais.

## Hommages
- Il existe une rue Camille Jousse dans sa ville natale de Bonvilliers (Morigny-Champigny).
- Le centre de formation des apprentis des métiers de l'aérien, qui forme des mécaniciens, a baptisé son aéroclub Camille Georges Jousse, basé sur l'aérodrome de Toussus-le-Noble[1].